# Wilhelm Heinrich Bertling
 Wilhelm Heinrich Bertling  (* 1811 in Leipzig; † 1885 ebenda) war ein deutscher Rechtsanwalt und Politiker.

## Leben und Wirken
Der Sohn des Schneidermeisters Johann Heinrich Bertling studierte Rechtswissenschaften in Leipzig. Im Schwarzen Buch der Frankfurter Bundeszentralbehörde (Eintrag Nr. 115) wird festgehalten, dass er als Baccalaureus juris wegen der Teilnahme an der Leipziger Burschenschaft in Untersuchung kam, die 1838 schließlich niedergeschlagen wurde.
Er arbeitete seit 1841 als Rechtsanwalt in Leipzig. Er wurde am 19. März 1842 zum Doktor der Rechte promoviert. Er übernahm im August 1848 den Vorsitz des gemäßigt-demokratischen Vaterlandsvereins in Leipzig, nachdem der bisherige Vorsitzende, Heinrich Wuttke, seinen Austritt erklärt hatte.
1849 vertrat Bertling den 21. Wahlbezirk in der II. Kammer des Sächsischen Landtags.
Angesichts der drohenden Verhaftung wegen der Teilnahme am Dresdner Maiaufstand 1849 flüchtete er im Februar 1850 nach London und weiter nach New York und Detroit; seine Fluchthelfer hatten dem Polizeidiener 400 Taler gezahlt, damit dieser gemeinsam mit dem Gefangenen floh. Ab 1856 war er Rechtsanwalt und Notar in New York.
Nach Erlass der Strafe kehrte er 1864 nach Leipzig zurück und nahm seine Praxis als Rechtsanwalt und Notar wieder auf.